# Temporada 1985-86 de Los Angeles Lakers
La temporada 1985-86 fue la trigésimo octava de los Lakers en la NBA, y la vigésimo sexta en su ubicación en Los Ángeles, California. La temporada regular acabaron con 62 victorias y 20 derrotas, ocupando el primer puesto de la Conferencia Oeste, clasificándose para los playoffs en los que cayeron en las finales de conferencia ante los Houston Rockets.

## Elecciones en elDraft
| Ronda | Puesto | Jugador       | Posición  | Nacionalidad   | Universidad   |
| ----- | ------ | ------------- | --------- | -------------- | ------------- |
| 1     | 23     | A. C. Green   | Ala-Pívot | Estados Unidos | Oregon State  |
| 4     | 92     | Dexter Shouse | Base      | Estados Unidos | South Alabama |

## Temporada regular
| División Pacífico        | División Pacífico | División Pacífico | División Pacífico | División Pacífico | División Pacífico | División Pacífico | División Pacífico | División Pacífico |
| Equipo                   | G                 | P                 | %                 | PD                | Casa              | Fuera             | Div               |                   |
| ------------------------ | ----------------- | ----------------- | ----------------- | ----------------- | ----------------- | ----------------- | ----------------- | ----------------- |
| y-Los Angeles Lakers     | 62                | 20                | .756              | –                 | 35–6              | 27–14             | 23–7              |                   |
| x-Portland Trail Blazers | 40                | 42                | .488              | 22                | 27–14             | 13–28             | 18–12             |                   |
| Phoenix Suns             | 32                | 50                | .390              | 30                | 23–18             | 9–32              | 16–14             |                   |
| Los Angeles Clippers     | 32                | 50                | .390              | 30                | 22–19             | 10–31             | 10–20             |                   |
| Seattle SuperSonics      | 31                | 51                | .378              | 31                | 24–17             | 7–34              | 11–19             |                   |
| Golden State Warriors    | 30                | 52                | .366              | 32                | 24–17             | 6–35              | 12–18             |                   |

## Playoffs

### Primera ronda
Los Angeles Lakers vs. San Antonio Spurs 
| Fecha       | Partido                                      | Ciudad      |
| ----------- | -------------------------------------------- | ----------- |
| 17 de abril | Los Angeles Lakers 135, San Antonio Spurs 88 | Los Angeles |
| 19 de abril | Los Angeles Lakers 122, San Antonio Spurs 94 | Los Angeles |
| 23 de abril | San Antonio Spurs 94, Los Angeles Lakers 111 | San Antonio |
|             | Los Angeles Lakers gana las series 3-0       |             |

### Semifinales de conferencia
Los Angeles Lakers vs. Dallas Mavericks 
| Fecha       | Partido                                      | Ciudad      |
| ----------- | -------------------------------------------- | ----------- |
| 27 de abril | Los Angeles Lakers 130, Dallas Mavericks 116 | Los Angeles |
| 30 de abril | Los Angeles Lakers 117, Dallas Mavericks 113 | Los Angeles |
| 2 de mayo   | Dallas Mavericks 110, Los Angeles Lakers 108 | Dallas      |
| 4 de mayo   | Dallas Mavericks 120, Los Angeles Lakers 118 | Dallas      |
| 6 de mayo   | Los Angeles Lakers 116, Dallas Mavericks 113 | Los Angeles |
| 8 de mayo   | Dallas Mavericks 107, Los Angeles Lakers 120 | Dallas      |
|             | Los Angeles Lakers gana las series 4-2       |             |

### Finales de Conferencia
Los Angeles Lakers  vs. Houston Rockets 
| Fecha      | Partido                                     | Ciudad      |
| ---------- | ------------------------------------------- | ----------- |
| 10 de mayo | Los Angeles Lakers 119, Houston Rockets 107 | Los Angeles |
| 13 de mayo | Los Angeles Lakers 102, Houston Rockets 112 | Los Angeles |
| 16 de mayo | Houston Rockets 117, Los Angeles Lakers 109 | Houston     |
| 18 de mayo | Houston Rockets 105, Los Angeles Lakers 95  | Houston     |
| 21 de mayo | Los Angeles Lakers 112, Houston Rockets 114 | Los Angeles |
|            | Houston Rockets gana las series 4-1         |             |

## Estadísticas
| Rk | Jugador             | Edad | P  | PT | MP   | TC  | TCI  | %TC  | T3  | T3I | %T3  | TL  | TLI | %TL  | RO  | RD  | RT  | AS   | RB  | TAP | BP  | FP  | PTS  |
| -- | ------------------- | ---- | -- | -- | ---- | --- | ---- | ---- | --- | --- | ---- | --- | --- | ---- | --- | --- | --- | ---- | --- | --- | --- | --- | ---- |
| 1  | Magic Johnson       | 26   | 72 | 70 | 35.8 | 6.7 | 12.8 | .526 | 0.1 | 0.6 | .233 | 5.3 | 6.0 | .871 | 1.2 | 4.7 | 5.9 | 12.6 | 1.6 | 0.2 | 3.8 | 1.8 | 18.8 |
| 2  | Kareem Abdul-Jabbar | 38   | 79 | 79 | 33.3 | 9.6 | 16.9 | .564 | 0.0 | 0.0 | .000 | 4.3 | 5.6 | .765 | 1.7 | 4.4 | 6.1 | 3.5  | 0.8 | 1.6 | 2.6 | 3.1 | 23.4 |
| 3  | James Worthy        | 24   | 75 | 73 | 32.7 | 8.4 | 14.5 | .579 | 0.0 | 0.2 | .000 | 3.2 | 4.2 | .771 | 1.8 | 3.3 | 5.2 | 2.7  | 1.1 | 1.0 | 2.0 | 2.6 | 20.0 |
| 4  | Byron Scott         | 24   | 76 | 62 | 28.8 | 6.7 | 13.0 | .513 | 0.3 | 0.8 | .361 | 1.8 | 2.3 | .784 | 0.7 | 1.8 | 2.5 | 2.2  | 1.1 | 0.2 | 1.4 | 2.2 | 15.4 |
| 5  | Michael Cooper      | 29   | 82 | 15 | 27.7 | 3.3 | 7.4  | .452 | 0.8 | 2.0 | .387 | 1.8 | 2.1 | .865 | 0.5 | 2.4 | 3.0 | 5.7  | 1.1 | 0.5 | 1.8 | 2.9 | 9.2  |
| 6  | Maurice Lucas       | 33   | 77 | 8  | 22.7 | 3.9 | 8.5  | .462 | 0.0 | 0.0 | .500 | 2.3 | 3.0 | .783 | 2.1 | 5.2 | 7.4 | 1.1  | 0.6 | 0.3 | 1.6 | 3.3 | 10.2 |
| 7  | Kurt Rambis         | 27   | 74 | 74 | 21.3 | 2.2 | 3.6  | .595 | 0.0 | 0.0 |      | 1.2 | 1.6 | .721 | 2.1 | 4.9 | 7.0 | 0.9  | 0.9 | 0.4 | 1.3 | 2.7 | 5.5  |
| 8  | A. C. Green         | 22   | 82 | 1  | 18.8 | 2.5 | 4.7  | .539 | 0.0 | 0.1 | .167 | 1.2 | 2.0 | .611 | 2.0 | 2.7 | 4.6 | 0.7  | 0.6 | 0.6 | 1.2 | 2.8 | 6.4  |
| 9  | Mike McGee          | 26   | 71 | 19 | 17.1 | 3.5 | 7.7  | .463 | 0.6 | 1.6 | .360 | 0.6 | 0.9 | .656 | 0.7 | 1.3 | 2.0 | 1.2  | 0.7 | 0.1 | 1.0 | 1.8 | 8.3  |
| 10 | Pétur Guðmundsson   | 27   | 8  | 2  | 16.0 | 2.5 | 4.6  | .541 | 0.0 | 0.0 |      | 2.3 | 3.4 | .667 | 2.1 | 2.6 | 4.8 | 0.4  | 0.4 | 0.5 | 1.4 | 3.1 | 7.3  |
| 11 | Mitch Kupchak       | 31   | 55 | 0  | 14.2 | 2.3 | 4.7  | .482 | 0.0 | 0.0 | .000 | 1.5 | 2.0 | .750 | 1.3 | 2.2 | 3.5 | 0.3  | 0.2 | 0.1 | 1.2 | 1.9 | 6.0  |
| 12 | Larry Spriggs       | 26   | 43 | 7  | 11.0 | 2.0 | 4.5  | .458 | 0.0 | 0.0 | .000 | 0.9 | 1.1 | .776 | 0.7 | 1.2 | 1.9 | 1.1  | 0.4 | 0.2 | 1.3 | 1.8 | 5.0  |
| 13 | Ronnie Lester       | 27   | 27 | 0  | 8.2  | 1.0 | 1.9  | .500 | 0.0 | 0.1 | .000 | 0.6 | 0.7 | .789 | 0.0 | 0.4 | 0.4 | 2.0  | 0.3 | 0.1 | 1.6 | 1.0 | 2.5  |
| 14 | Chuck Nevitt        | 26   | 4  | 0  | 6.3  | 0.8 | 2.8  | .273 | 0.0 | 0.0 |      | 1.0 | 1.5 | .667 | 0.8 | 1.0 | 1.8 | 0.5  | 0.5 | 0.5 | 1.3 | 1.5 | 2.5  |
| 15 | Jerome Henderson    | 26   | 1  | 0  | 3.0  | 2.0 | 3.0  | .667 | 0.0 | 0.0 |      | 0.0 | 0.0 |      | 0.0 | 1.0 | 1.0 | 0.0  | 0.0 | 0.0 | 0.0 | 1.0 | 4.0  |

## Galardones y récords
| Jugador             | Galardón                                                                        |
| Michael Cooper      | Premio Mejor Ciudadano J. Walter Kennedy 2.º Mejor quinteto defensivo de la NBA |
| Magic Johnson       | Mejor quinteto de la NBA All-Star                                               |
| Kareem Abdul-Jabbar | Mejor quinteto de la NBA All-Star                                               |
| James Worthy        | All-Star                                                                        |